# Gérard Latortue
Gérard Latortue, né le 19 juin 1934 aux Gonaïves (Artibonite) et mort le 27 février 2023 à Boca Raton (Floride), est un homme d'État haïtien, Premier ministre d'Haïti du 12 mars 2004 au 9 juin 2006.

## Biographie
Fonctionnaire des Nations unies pendant plusieurs années, Gérard Latortue est ministre des Affaires étrangères de Leslie François Manigat pendant son bref mandat de président d'Haïti de février à juin 1988.
Le 29 février 2004, le président haïtien Jean-Bertrand Aristide démissionne soudainement de la présidence et quitte le pays, affirmant plus tard qu'il avait été évincé par un coup d'État américain. Latortue est nommé chef du nouveau gouvernement intérimaire le 9 mars, alors qu'il habite encore aux États-Unis.
Mal conseillé pour résoudre les problèmes intérieurs du pays, Gérard Latortue ne pourra pas rétablir la stabilité ni l'ordre (Massacre de Raboteau), il ne pourra pas non plus résoudre les graves difficultés économiques et financières du pays.
Il repart par la suite à Miami (États-Unis).